# Mogne (Hozain)
Die Mogne ist ein kleiner Fluss in Frankreich, der im Département Aube der Region Grand Est südlich der Stadt Troyes verläuft.

## Geographie

### Verlauf
Die Mogne entspringt im Ortsgebiet von Crésantignes, entwässert nach einem Haken über Südost generell Richtung Nordost und mündet nach rund 17 Kilometern im Gemeindegebiet von Isle-Aumont als linker Nebenfluss in den Hozain, der kurz danach die Autobahn A5 unterquert. Im Oberlauf quert die Mogne die teilweise bereits aufgelassene Bahnstrecke Saint-Julien–Saint-Florentin-Vergigny.

### Zuflüsse
(Reihenfolge in Fließrichtung)
- Ruisseau d’Ormont (links) 4,91 km
- Seronne (rechts) 8,57 km
- Ousse (links) 5,88 km

### Orte am Fluss
(Reihenfolge in Fließrichtung)
- Crésantignes
- Jeugny
- Machy
- Longeville-sur-Mogne
- Château, Gemeinde Lirey
- Le Jarron, Gemeinde Saint-Jean-de-Bonneval
- Le Petit Bochet, Gemeinde Villy-le-Bois
- Gigeon, Gemeinde Villy-le-Maréchal
- Virloup, Gemeinde Les Bordes-Aumont
- Roche, Gemeinde Moussey
- Isle-Aumont